# Sextus Propertius
Propertius, teljes nevén Sextus Propertius (Assisi, Kr. e. 47 körül – Róma, Kr. e. 14 körül) Gaius Cilnius Maecenas irodalmi köréhez tartozó ókori római elégiaköltő.

## Élete
Valószínűleg Assisiben született, földbirtokos családban:
"Kiktől származom én, s a szülőházam hol is állott -

tudni barátodtól, Tullusom ezt akarod.
Hogyha hazánknak sírja, Perusia, ismeretes tán,
...
hát itt - itt, hol a dombhátak völggyé szelidülnek,

dúsgazdag földjén jórögü Umbria szült.
Családját és rokonait súlyosan érintették a római polgárháborúk: apja korán meghalt, birtokai jó részét pedig elkobozták az Augustus által a veteránoknak tartott földosztás során. 15-16 éves korában, a férfitoga felvételekor határozta el, hogy költő lesz – ezt követően négy kötetnyi elégiát adott ki. Jó nevelést kaphatott, és talán Maecenas patronálásának köszönhetően vagyonra is szert tehetett. Elveszett naplója feletti kesergésében megemlíti ugyanis, hogy a szerencsés megtaláló Róma egyik előkelő negyedébe, az Esquilinus dombra vigye a könyvét. Valamikor Kr. e. 15 után halhatott meg.
Kapcsolatban állt kora több költőjével: Vergilius készülő Aeneiséről az elismerés hangján szólt. Ismerőseként említi Tullust – Lucius Volcacius Tullus Kr. e. 33-as év consuljának az unokaöccsét – Bassus iambosköltőt illetve az eposzköltő Ponticust. Nem tesz említést viszont Horatiusról, és Tibullusról. Az ellenszenv kölcsönös lehetett, mivel azoktól sem maradt fenn Propertiusra szóló utalás.

## Könyvei
- Első kötetével, melyet Monobiblos Properti címen emlegettek, Kr. e. 29–28-ban jelentkezett. A kötet 22 elégiát tartalmaz, és ihletője – hasonlóan a második kötetéhez – egy Cynthia névvel illetett hölgy volt. A név valójában egy utalás, és a költészet istenének, Apollón szülőhelyére, Délosz szigetére utal. Apuleius szerint Propertius múzsáját valójában Hostiának hívták. A kötetben a politika még nem játszik nagy szerepet, mindössze a perusiai háború kapcsán kerül sor testvérháború említésére (21–22. elégia).
- Második kötete kiadásakor, valószínűleg Kr. e. 26 után már tagja volt Maecenas körének. A kötet 34 elégiát tartalmaz, a X. elégiában már Augustus politikáját magasztalja.
- Harmadik kötete Kr. e. 23 után jelent meg, és 25 elégiát tartalmaz. A kötetben a Cynthiával kapcsolatos elégiák háttérbe szorulnak, és elsősorban a szakításról szólnak. Előtérbe kerülnek viszont a hazafias (4., 11., 13., 13., 22. elégiák), valamint a költészetelméleti (1., 2., 3. 5., 9. elégiák) témák. Ennek megfelelően a Múzsa és Apollón lép Cynthia helyébe.
- Negyedig kötete Kr. e. 16. után jelent meg, és főleg római nemzeti témákat ölel fel. Cynthia mindössze két elégiában jelenik meg: az egyikben váratlanul visszatér egy utazásról, és a távolléte miatt bánatos költőt vigasztaló két hölgyet elkergeti, magát a költőt pedig megbünteti. A kötet 7. elégiájában pedig az elhunyt Cynthia árnya jelenik meg a költőnek.

## Költészete

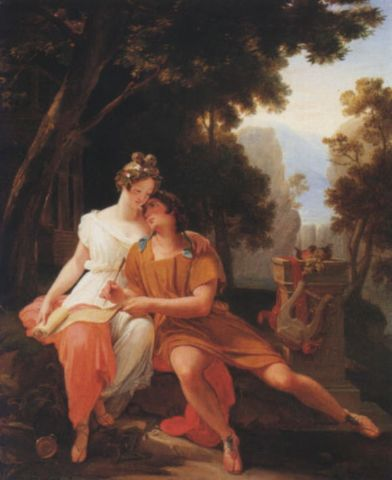
Auguste Vinchon (1789–1855): Propertius és Cynthia Tivoliban

Kapcsolata Cynthiával a római szerelmi elégiaköltők összes toposzát felvonultatja: szenvedélyes szerelem, vágyódás a távollévő kedves iránt, viták, bosszú, ütlegelés, kibékülés, féltékenység egyaránt felvonul a költeményekben:
Ti lesztek tanuim, ha van érzeni szíve a fának,

bükk sudarak s ti, a víg Pán szeretői, fenyők,
lengő lombjaitokhoz hányszor sír fel a kínom,

s kérgeitekbe rovom – hányszor ! – a "Cynthia" szót!
"Téged azonban a rejtett évű kor ne kiméljen,

s gyűrjön fonnyadt bőrt szép alakodra sután!
Próbáld majd ősz fürtjeidet kiszakítani tövestül,
míg tükörből rád ráncteli arc vigyorog,
és tűrd majd, ha lenéző gőggel, sorra kidobnak,
s vén banya, jajgass majd mostani tetteidért!
Ezt jósolja dalom neked, átkos végzeted ez lesz.

S most menj, és reszkess párnapi bájaidért.
Tibullustól eltérően ő városi költő – meghatározó szerepet játszanak nála a képzőművészetek: verset ír egy Amor festményről, illetve versben dicsőíti Augustus építkezéseit, például a Kr. e. 28-ban felszentelt Apollón templomot:
Kérded, miért jövök ily későn? Ma nyitotta meg éppen

Phoebus aranyházát Caesar, a nagyszerű úr.
Pún márvány oszlopsoron áll, fenséges e látvány,
közbül vén Danaius lányainak serege.
Élő Phoebusnál is szebbnek tetszik e márvány,
lantját verve, dalát zengve, ki hangtalan áll.
Kőoltára körül Myronnak barmai állnak,
négy művészi remek, mint eleven tehenek.
És közepén ragyogó márványból díszlik a templom,
drágább Phoebusnak, mint hona, Ortygia.
Fönt meg a nap fényes kocsiját láthatjuk az ormon,
szín elefántcsontból vannak a cifra kapuk,
egyen a Delphi előtt megvert gallus had iramlik,
máson meg Niobe sorsa a bús diszités.
S végül az anyjával maga áll ott, és a hugával
Pytho nagy istene, leng leple, s az ajka dalol.
Kallimachos követőjének vallja magát, és annak Aitia című műve alapján akarta megírni a római eredetmondákat. A nőrablásért felháborodott és Rómát ostromló szabinok királyába, Titus Tatiusba szerelmes és ezért a római fellegvárat, a Capitoliumot eláruló majd ezért Tatiustól megbüntetett római Tarpeia története Ovidius Hősnők leveleinek előképe.

## Hagyományozódás
Propertius költészete homályos, leírásai csapongók, számos rejtett utalást tartalmaznak, illetve túltengenek a görög mitológiára való hivatkozások. Szívesen használ újszerű, illetve az eredeti jelentéstől eltérő értelemben szavakat – ezért a középkori kódexmásolók és az újkori kiadók számos variációban adták ki a szövegeit. Joseph Justus Scaliger 1577-es Propertius-kiadásában ezért arról panaszkodik, hogy ahány szövegkiadó, annyi Propertius van („Quot editores, tot Properti”). Az ókorban saját bevallása szerint sokan olvasták – erről tanúskodik egy pompeii felirat is. Stílusának homályossága hozzájárulhatott, hogy a középkorban nem volt népszerű. A reneszánsz fedezi fel ismét: II. Piusz pápa egy kötetnyi szonettet ír Cynthiához címezve. Goethe "Római elégiáinak" és Vörösmarty Mihály számos versének ihletője.

## Bibliográfia

### Művei magyarul
- Propertius elégiái; ford., bev., jegyz. Csengery János; Franklin, Bp., 1897 (Görög és latin remekírók)
- Tibullus, Propertius összes költeményei; ford. Babits Mihály et al., utószó, jegyz. Szepessy Tibor; Magyar Helikon, Bp., 1962
- Római költők antológiája. Európa Könyvkiadó, 1963
- Tibullus és Propertius összes költeményei; ford. Babits Mihály et al.; Magyar Helikon, Bp., 1976 (Bibliotheca classica)
- Baiae / Seneca: Levelek. Részlet; ford. Maróti Egon / Propertius: 1. könyv. 11. elégia; ford. Szabó Lőrinc / Propertius: 3. könyv. 18. elégia; ford. Kárpáty Csilla, ill. Vida Győző; Magyar Iparművészeti Főiskola, Bp., 1976
- Tibullus, Propertius, Ovidius versei; ford. Babits Mihály et al., szerk. Szepessy Tibor; Sziget, Bp., 2000 (Sziget verseskönyvek)ISBN 9799638138506

### Művei latinul
- Szemelvények Tibullus és Propertius elégiáiból. Auctores Latini XI. Szerk.: Szabó Kálmán - Lessi Viktor. Tankönyvkiadó, Budapest 1970.
- http://www.thelatinlibrary.com/prop.html

## Online források
- Falus Róbert: Az antik világ irodalmai Korszakváltás a történelemben és a kultúrában, mek.niif.hu